# Kastell Buciumi

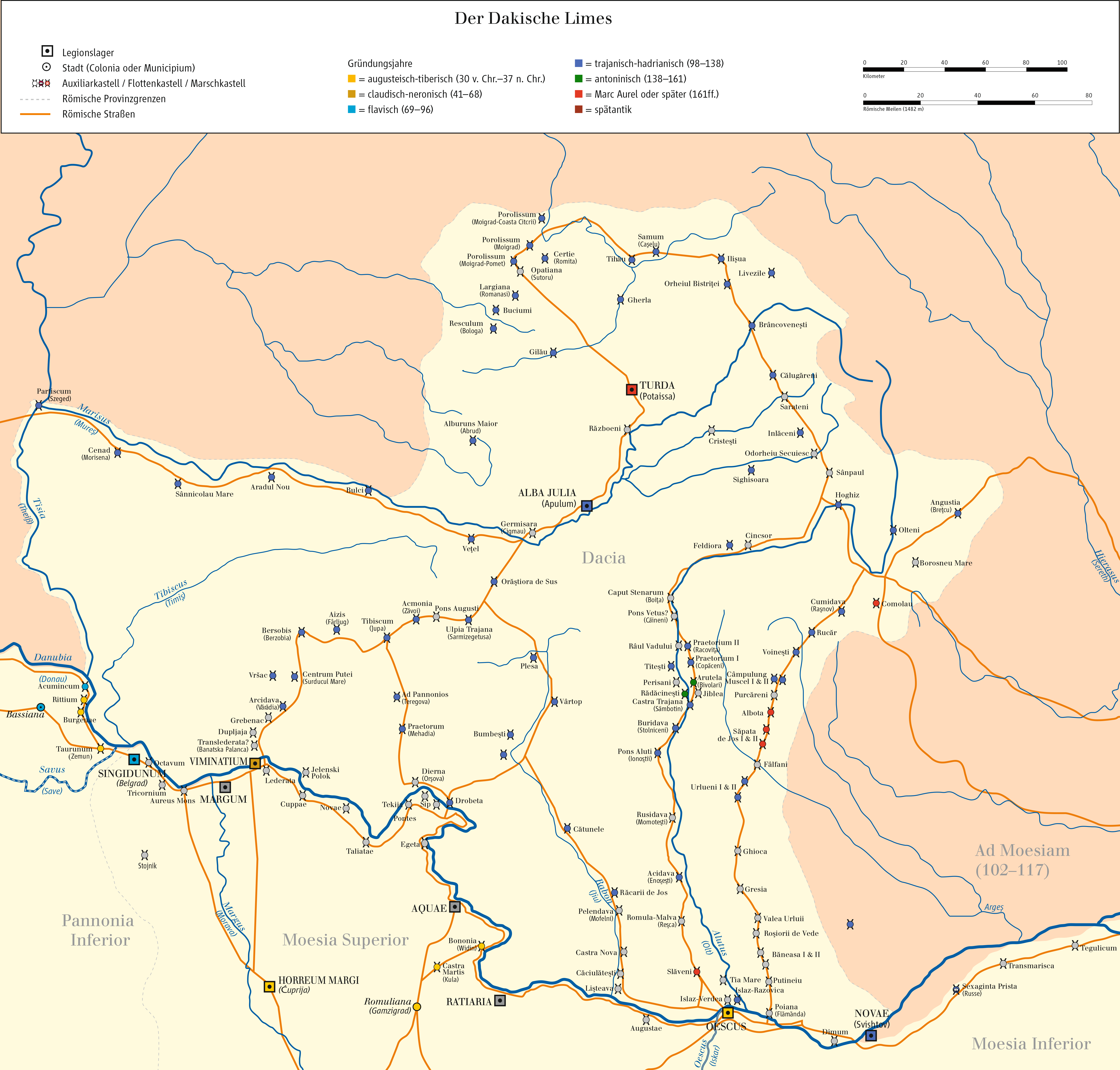
Verlauf der dakischen Limites

Kastell Buciumi war ein römisches Hilfstruppenlager auf dem Gemeindegebiet von Buciumi, Kreis Sălaj in der rumänischen Region Siebenbürgen. Der Name Buciumi kann leicht zu einer Verwechslung mit dem ähnlich klingenden Kastell Bucium führen. Gemeinsam mit insgesamt 277 Stätten des Dakischen Limes wurde das Kastell Buciumi 2024 zum UNESCO-Weltkulturerbe erhoben.

## Lage
Im heutigen Siedlungsbild befindet sich das Bodendenkmal und teilrekonstruierte und -konservierte Kastell in der nicht bebauten Flur „Cetate“ oder „Gradiste“ am nördlichen Rand des Dorfes Buciumi. Topographisch liegt es auf einer nach Südosten hin abfallenden Hochterrasse zwischen dem Zusammenfluss der Bäche Lupului und Mihăiasa, die nach ihrer Vereinigung in den Fluss Agrij einmünden. In antiker Zeit oblag der Kastellbesatzung die Kontrolle des nordwestlichen Limesabschnittes sowie der Schutz des Verkehrs auf dem nach Westnordwest ins Barbaricum führenden Gebirgspass Ragului und auf dem nach Südwesten führenden Pass Poicului, der das Kastell mit der Garnison in Resculum verband. Darüber hinaus bestanden gute Verbindungen zum Tal Agrijului, in oder bei dem sich die Kastelle Românași, Romita, Porolissum und Tihău befanden.

## Archäologische Befunde
Archäologische Ausgrabungen im Kastell Buciumi fanden zwischen den Jahren 1963 und 1976 unter der Leitung von Eugen Chirilă, der sie initiierte, sowie neben anderen unter Mihail Macrea, Nicolae Gudea und Vasile Lucăcel statt. Dabei konnten eine Holz-Erde-Bauphase und zwei Steinbauphasen (davon eine Reparaturphase) differenziert werden.

### Holz-Erde-Lager
Das Holz-Erde-Lager wurde in der frühen Zeit der Okkupation Dakiens (106–110) errichtet. Es hatte einen rechteckigen Grundriss und nahm mit seinen Abmessungen von 125 m mal 160 m eine Fläche von zwei Hektar ein. Mit seinen Ecken war das Kastell in die vier Himmelsrichtungen ausgerichtet. Bewehrt wurde es mit einer 10,00 m breiten und 1,75 m hohen Holz-Erde-Mauer, vor der als Annäherungshindernis ein neun bis zehn Meter breiter und 1,50 m bis 2,00 m tiefer Spitzgraben verlief. Die Porta Praetoria (Haupttor, Ausfalltor) befand sich vermutlich an der südöstlichen Seite. In der Praetentura (vorderer Lagerteil) konnten einige Mannschaftsbaracken identifiziert werden.

### Steinkastell
Das hatte einen rechteckigen Grundriss mit abgerundeten Ecken und dieselbe Ausrichtung wie das vorherige Holz-Erde-Lage. Mit seinen Abmessungen von 134 m mal 167 m nahm es eine Fläche von 2,24 Hektar ein und war dadurch um gute 10 % größer als der Vorgängerbau. Umwehrt war es von einer 1,20 m mächtigen Mauer, die in der Technik des Opus incertum konstruiert war. Vor der Mauer diente ein neun bis zehn Meter breiter und 1,50 m bis 2,00 m tiefer Graben als Annäherungshindernis. Die Kastellecken waren mit Ecktürmen besetzt, die einen trapezförmigen Grundriss (5,40 m / 5,50 m / 5,50 m / 7,00 m) hatten. Auf der Praetorialseite (Vorderfront) befand sich zu jeder Seite zwischen Porta Praetoria und den Kastellecken ein Zwischenturm mit rechteckigem Grundriss. Die Porta Praetoria und die Portae principales (Seitentore) besaßen eine doppelte Durchfahrt, die Porta decumana (rückwärtiges Tor) nur eine einfache. Alle Tore waren von nach außen vorspringenden Tortürmen flankiert. Die Tortürme der Porta praetoria besaßen einen rechteckigen Grundriss, die der anderen Tore waren nach außen hin halbrund gestaltet (7,00 × 4,50 m).

#### Gliederung und Kastellstraßen
Das Verhältnis der Flächen von Praetentura (vorderer Lagerteil) zu Retentura (rückwärtiger Lagerteil) betrug etwa eins zu zwei. Eine Besonderheit ist eine längs der Viae principales verlaufende, die beiden Kastellteile voneinander abtrennende Mauer (sie auch weiter unten). Die Via praetoria besaß eine Breite von 6,30 m, die Viae principales waren 7,20 m breit. Eine Via quintana (rückwärtige Lagerquerstraße) konnte nicht mit Sicherheit nachgewiesen werden, wie auch generell die Retentura der weniger gründlich erforschte Teil des Lagers ist. Die Via sagularis (Lagerringstraße), die in der ersten Steinbauphase noch das gesamte Innere des Kastells umrundete, wurde in einer späteren, nicht näher datierbaren Reparaturphase, durch Annexe des Praetoriums (Kommandantenwohnhaus) eingeengt, sowie durch zwei neu errichtete Gebäude zwischen den vorderen Mannschaftsbaracken und der Praetorialfront vollständig überbaut (siehe auch weiter unten).

#### Principia

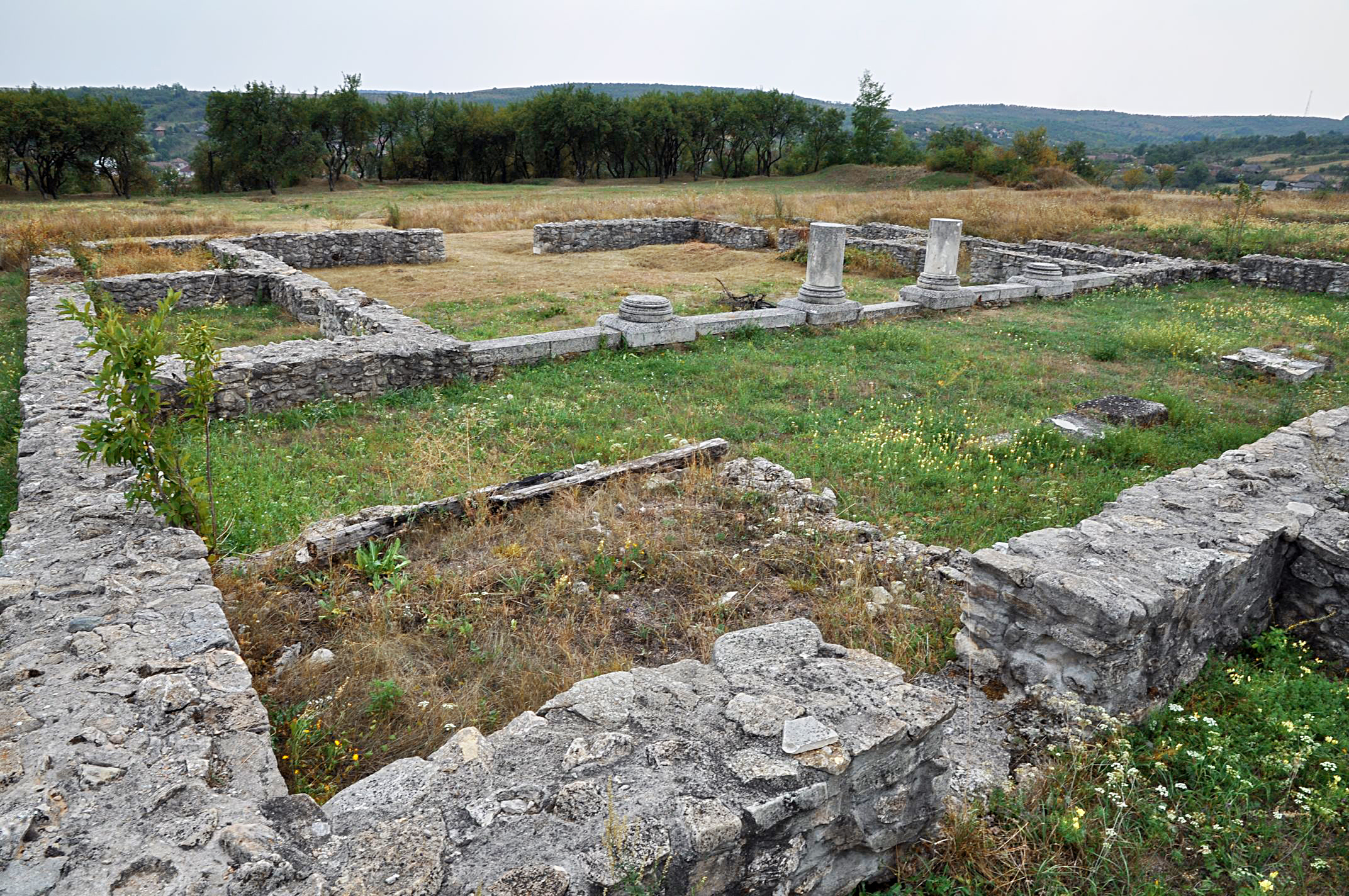
Principia des Kastells Buciumi (2012)

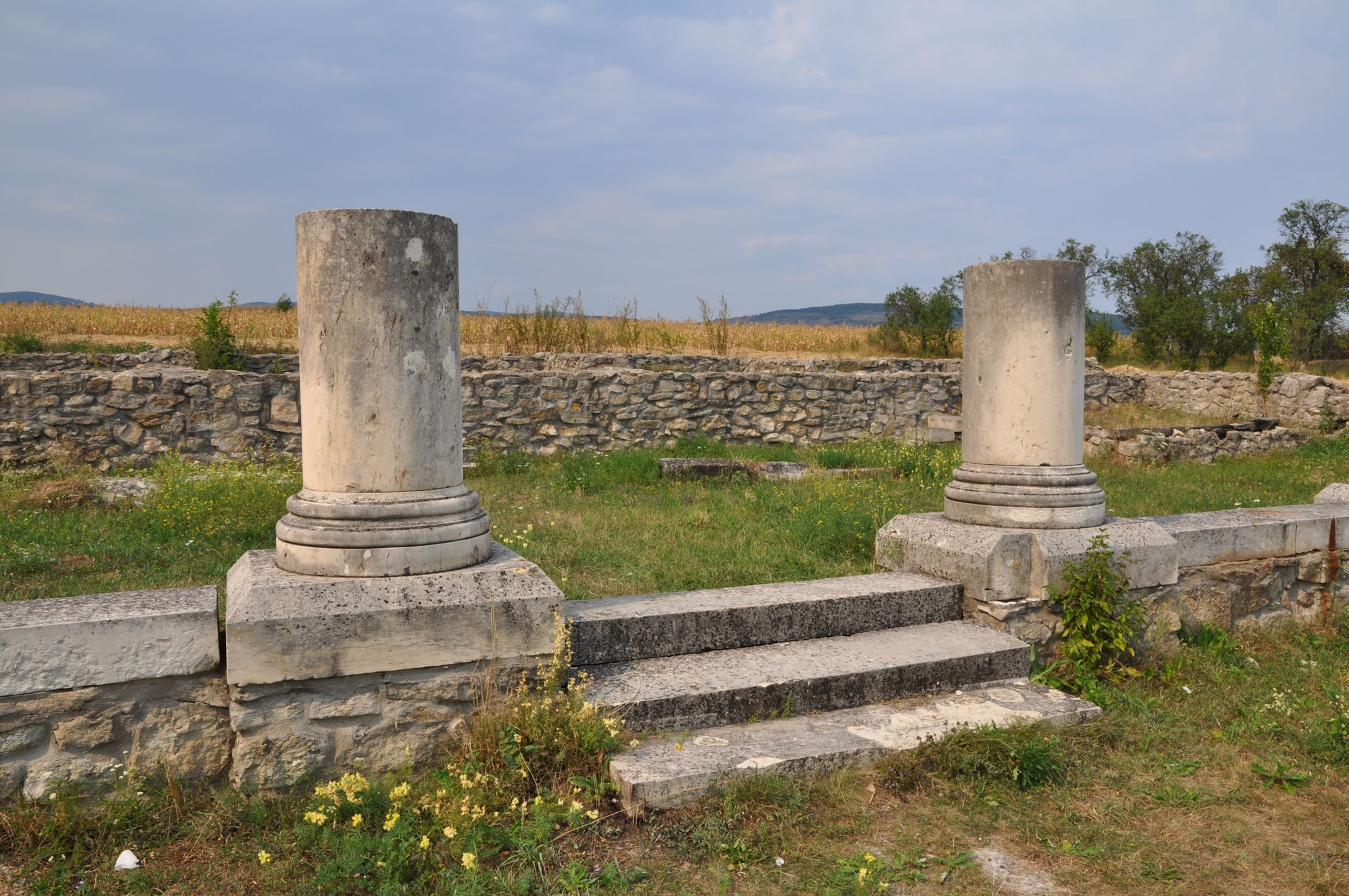
Principia. Durchgang vom Atrium in die Basilika

Die Principia (Stabsgebäude) befanden sich auf der Längsachse des Kastells und waren in ihrer Lage zu den Kastellseiten nahezu symmetrisch errichtet. Nur der Eingang ist um rund einen halben Meter aus der Symmetrie heraus nach Westen versetzt. Das Mauerwerk bestand aus einem Mix aus natürlichem Gestein und Backsteinen, die Breite der Fundamente belief sich auf 1,00 m bis 1,05 m, die Mächtigkeit des Aufgehenden auf 0,80 m. Es war noch bis zu einer Höhe von 0,40 m über dem rezenten Laufniveau erhalten. Vor den Principia verlief eine das gesamte Lager durchquerende, nur vor dem Eingang der Principia und vor den Portae principales in den Durchgangsbereichen der Via sagularis unterbrochene Mauer, die die Retentura von der Praetentura abtrennte. In ihrem Inneren gliederten sich die Principia in einen Atriumhof, der von zweiräumigen Raumfluchten flankiert war, an den sich die Basilika anschloss, die an ihrer Rückseite von einer Raumflucht mit insgesamt fünf Räumen abgeschlossen wurde.

#### Praetorium
Das Praetorium, das Wohnhaus des Kommandanten, befand sich zwischen den Principia und der Porta principalis dextra und war im Stil einer mediterranen Villa gestaltet. Mit seinen Abmessungen von 31,00 m mal 28,00 m (= 868 m²) nahm es 3,89 % der gesamten Kastellfläche in Anspruch. Zahlreiche kleinere und größere Räume umgaben ein Atrium im hinteren Teil des Gebäudekomplexes. Der Eingang befand sich offenbar an der Via principalis, wo eine Portikus das Gebäude von der Straße abtrennte.

#### Horrea
Zwei rechteckige Gebäude mit mächtigen Steinmauern im Latus sinistrum (linke Kastellhälfte) zwischen den Principia und der Porta principalis sinistra wurden aufgrund ihrer Architekturmerkmale und ihrer Positionierung als Horrea angesprochen. Das erste, näher an den Principia gelegene Gebäude, war 25,30 m mal 12,80 m groß, was einer Grundfläche von 324 m² entspricht, das zweite, nahe dem Seitentor gelegene hatte die Abmessungen von 26,00 m mal 13,00 m, entsprechend 338 m². Aufgrund von Pfostenlöchern vermutete Nicolae Gudea hölzerne Vorgängerbauten in demselben Bereich.

#### Mannschaftsbaracken und sonstige Gebäude
In der Praetentura wurden auf jeder Seite der Via praetoria zwei einfache und eine doppelte Mannschaftsbaracke identifiziert, also Unterkünfte für insgesamt acht Zenturien, womit die Praetentura alleine zur Unterbringung einer Cohors quingenaria (480 Mann starke Infanterieeinheit) ausgereicht hätte. Die Länge der Baracken belief sich durchschnittlich auf jeweils 50 Meter, wovon rund 40 Meter auf die Contuberniae (Mannschaftsstuben) und knapp zehn Meter auf die zur Via sagularis orientierten Kopfbauten der Zenturionen entfielen. Die Breite der einfachen Mannschaftsbaracken in der vorderen und hinteren Reihe belief sich auf neun Meter, während die mittleren Doppelbaracken 19 m breit waren. Die Funktion all dieser Gebäude als Mannschaftsbaracken ist jedoch nicht gänzlich gesichert. Eines der schmaleren Gebäude (B4) wurde auch als mögliche Stallung angesprochen, die beiden breiteren Gebäude (B2 und B5) wurden als potentielle Fabrica (Werkstätten) und Valetudinarium (Lazarett) in Betracht gezogen.
Anfang des dritten Jahrhunderts wurden einige Änderungen an den Innenbauten des Kastells vorgenommen. Neben der Erweiterung des Praetoriums (siehe dort) wurden insbesondere zwei Neubauten (C1 und C2) über der Via sagularis, rechts und links der Porta praetoria errichtet. Die Größe der Gebäude belief sich auf 15 m mal 8 m (= 120 m²) beziehungsweise 28 m mal 7,50 m (= 210 m). Die Funktion der beiden Bauten ist unklar. Ausweislich von Münzfunden lassen sie sich auf die Zeit um das Jahr 220 datieren.

### Truppen
Epigraphisch sind eine ganze Reihe von Truppen in Buciumi belegt, dennoch ist die tatsächliche Stationierung und ihre Reihenfolge nicht gänzlich geklärt. Im Einzelnen konnten folgende Einheiten durch Ziegelstempel, Militärdiplome und sonstige Inschriften belegt werden:
- Cohors I Ulpia Brittonum oder Britannorum oder Britannica,[2] die 1. Kohorte der Briten, mit dem Beinamen die Ulpische.
- Cohors I Augusta Ituraeorum,[3] die 1. augusteische Kohorte (der Bogenschützen) aus Ituräa.
- Cohors II Augusta Nervia Pacensis milliaria Brittonum,[4] die 2. augusteische Kohorte der Briten aus der Civitas Pacensis mit doppelter Stärke und dem Ehrennamen die Nervische.
- Cohors I Hispanorum,[5] die 1. Kohorte der Spanier.
- Cohors I Flavia Ulpia Hispanorum,[6] die 1. flavische Kohorte der Spanier.[17][18]

### Vicus und Kastellthermen
Nordöstlich des Kastells erstreckte sich der Auxiliarvicus, dessen Bauwerke zum Teil mittels Bodenwiderstandsmessungen identifiziert werden konnten. Der Vicus war eine zivile Siedlung, die bei nahezu jedem römischen Militärlager anzutreffen ist und in der sich die Wohnquartiere der Angehörigen von Soldaten, der Veteranen, Handwerker, Händler, Schankwirte, Prostituierten und anderer Dienstleister befanden. Etwa 150 m ostsüdöstlich des Kastells, in der Flur „Fântânita Bentii“ wurden ebenfalls mittels geophysikalischer Methoden die Kastellthermen entdeckt.

## Limesverlauf
Drei bis fünf Kilometer Luftlinie nordwestlich des Kastells wurde dieses von dem mit Wachtürmen und Kleinkastellen ausgebauten Porolissenischen Limes passiert.
| Nr.   | Name/Typ         | Ort                                | Beschreibung/Zustand |
| ----- | ---------------- | ---------------------------------- | --- |
| RO168 | Kastell Buciumi  | Buciumi/Kreis Sălaj                | siehe oben |
| RO152 | Wachturm         | Buciumi, Sub Padină/Coasta Ograzii | Eine kegelförmige, von Bäumen umwachsene Ruine, die archäologisch untersucht, aber nicht dokumentiert worden ist. Sie hat einen kreisförmigen Grundriss. Das Mauerwerk wurde aus lokal anstehendem Gestein in der Technik des Opus incertum errichtet. Heute sind etwa 20 % der Fundstelle zerstört.                                                                          |
| RO151 | Wachturm         | Buciumi, Sub Padină                | Die Befunde wurden im 19. Jahrhundert zu 70 % durch Raubgräber zerstört, die verbliebene Ruine ist jedoch gut erhalten. Die Stratigraphie legt nahe, dass die Zerstörung sehr langsam verlief. Der Turm besitzt einen kreisförmigen Grundriss und wurde in der Technik des Opus incertum konstruiert.                                                                         |
| RO150 | Wachturm         | Buciumi, Groapa Mare               | Die Ausgrabungen der Turmstelle waren unergiebig. Es wurden lediglich Steine und Mörtelreste gefunden, archäologisch relevante Befunde konnten jedoch nicht festgestellt werden. |
| RO149 | Wachturm         | Sângeorgiu de Meseș, Coasta Lata   | Die teilweise archäologisch untersuchte, aber nicht dokumentierte Ruine wurde durch Baumwurzeln und Steinraub gestört. Die Mauern waren in der Technik des Opus incertum errichtet. |
| RO148 | Wachturm         | Treznea, Coasta Ciungii 2          | Der Turm mit seinem runden Grundriss und der ihn umgebende Graben sind noch gut im Gelände sichtbar. Die Turmstelle wurde archäologisch untersucht, aber nicht dokumentiert. |
| RO147 | Wachturm         | Treznea, Coasta Ciungii 2          | Der kreisförmige Turm, dessen Integrität durch einige Baumwurzeln beeinträchtigt wird, besaß etwa einen Meter mächtiges Mauerwerk, das in der Technik des Opus incertum erbaut worden war. |
| RO146 | Wachturm         | Treznea, Vârful Ciungii            | Die Turmstelle wurde archäologisch untersucht, aber nicht publiziert. Der kreisförmige Turm besaß Mauern in der Technik des Opus incertum, die eine Dicke von rund 0,80 m aufwiesen. Die Ruine ist noch relativ gut erhalten. |
| RO145 | Wachturm         | Treznea, Gura Teghișului           | Die Turmstelle wurde durch neuzeitlichen Steinraub vollständig zerstört. |
| RO144 | Wachturm         | Treznea, Vârful Teghișului         | Die Befunde des Turms wurden durch archäologische Ausgrabungen zu 30 % zerstört. Bei den Untersuchungen wurden einen Meter mächtige Wände mit mehreren Reparaturphasen identifiziert. Die Ruine selbst befindet sich trotz der Ausgrabungen noch in einem guten Erhaltungszustand.                                                                                            |
| RO142 | Wachturm         | Zalău, Sub Păstaie                 | Die kegelförmige Ruine wurde mit unbefriedigenden Ergebnissen untersucht. Sie ist heute von Vegetation überwachsen. |
| RO141 | Wachturm         | Vârful Păstaie/Păstăiasa           | Die Mauern des Turmes und der Graben der Turmstelle sind noch gut im Gelände sichtbar. Die Ruine befindet sich in einem exzellenten Erhaltungszustand. Bei den archäologischen Ausgrabungen wurden zahlreiche Funde geborgen und die Beschaffenheit des Turmes dokumentiert. Es erfolgte jedoch keine Publikation. Heute ist die Turmstelle schwach von Vegetation überdeckt. |
| RO143 | Kastell Românași | Românași                           | siehe Hauptartikel Kastell Românași |

## Fundverbleib und Denkmalschutz
Die Ausgrabungsfunde wurden dem Muzeul Judetean de Istorie si Arta (Kreismuseum für Geschichte und Kunst) in Zalău überlassen. Die Mauern des Kastells wurden teilrestauriert und -konserviert und können im Gelände besichtigt werden.
Die gesamte archäologische Stätte und im Speziellen das Kastell stehen nach dem 2001 verabschiedeten Gesetz Nr. 422/2001 als historische Denkmäler unter Schutz und sind mit dem LMI-Code SJ-I-s-A-04862 in der nationalen Liste der historischen Monumente (Lista Monumentelor Istorice) eingetragen. Zuständig ist das Ministerium für Kultur und nationales Erbe (Ministerul Culturii şi Patrimoniului Naţional), insbesondere das Generaldirektorat für nationales Kulturerbe, die Abteilung für bildende Kunst sowie die Nationale Kommission für historische Denkmäler sowie weitere, dem Ministerium untergeordnete Institutionen. Ungenehmigte Ausgrabungen sowie die Ausfuhr von antiken Gegenständen sind in Rumänien verboten.